# 潭冈乡

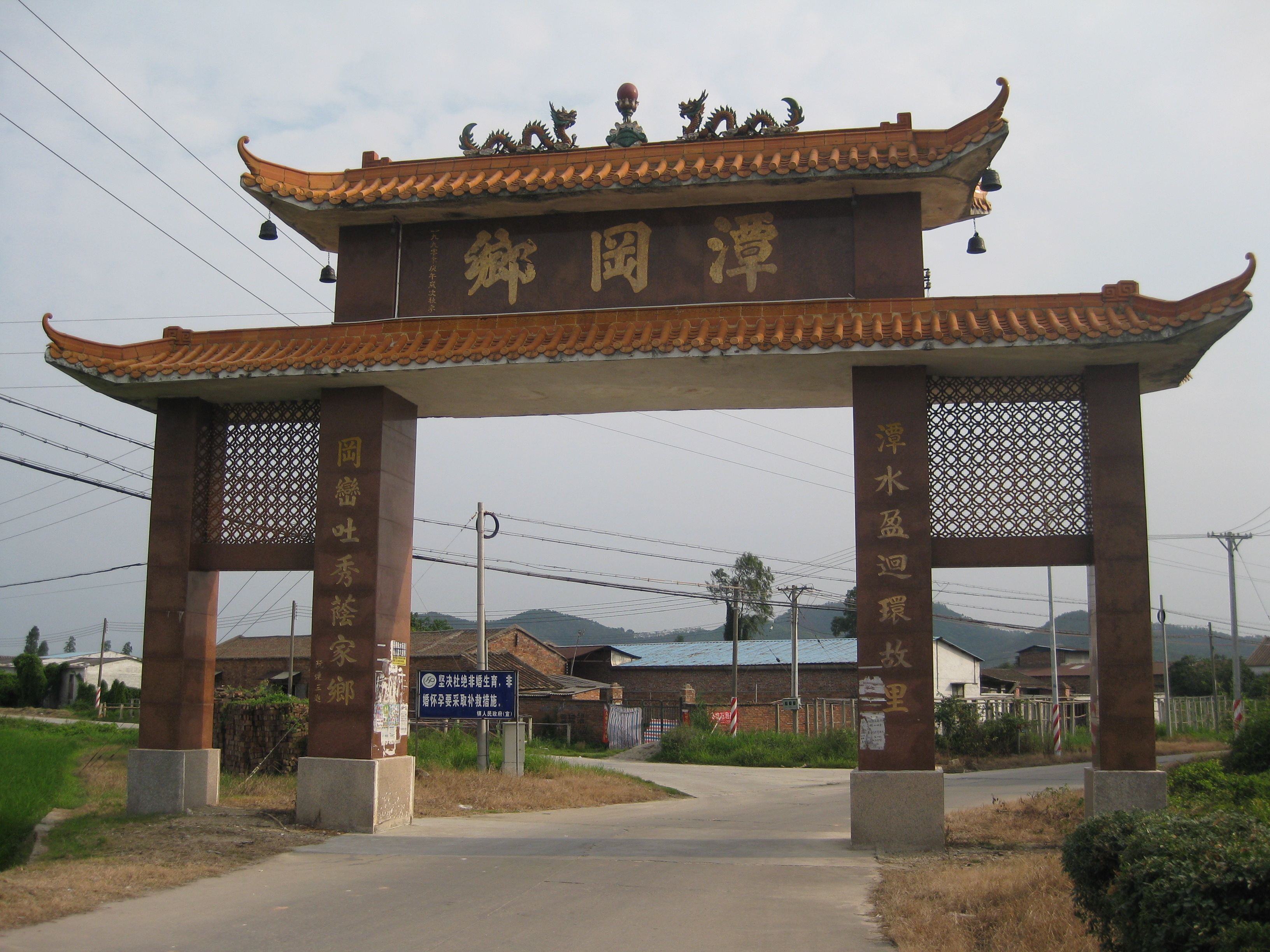
潭冈乡牌楼

潭冈位于广东省新会区罗坑镇东部，东面是双水镇冲式，南面是双水镇罗湾，西面是岭源，北面是和平，人口两千馀人，村民以阮姓为主，是广东、云南、浙江及越南阮姓的发源地。

## 沿革
民国前，潭冈属新会县潮居都一图辖地，1931年后属新会县第六区，1955年9月后属罗坑区；1958年10月后属罗坑公社；1984年10月后属罗坑区；1987年后属罗坑镇至今。

## 村落

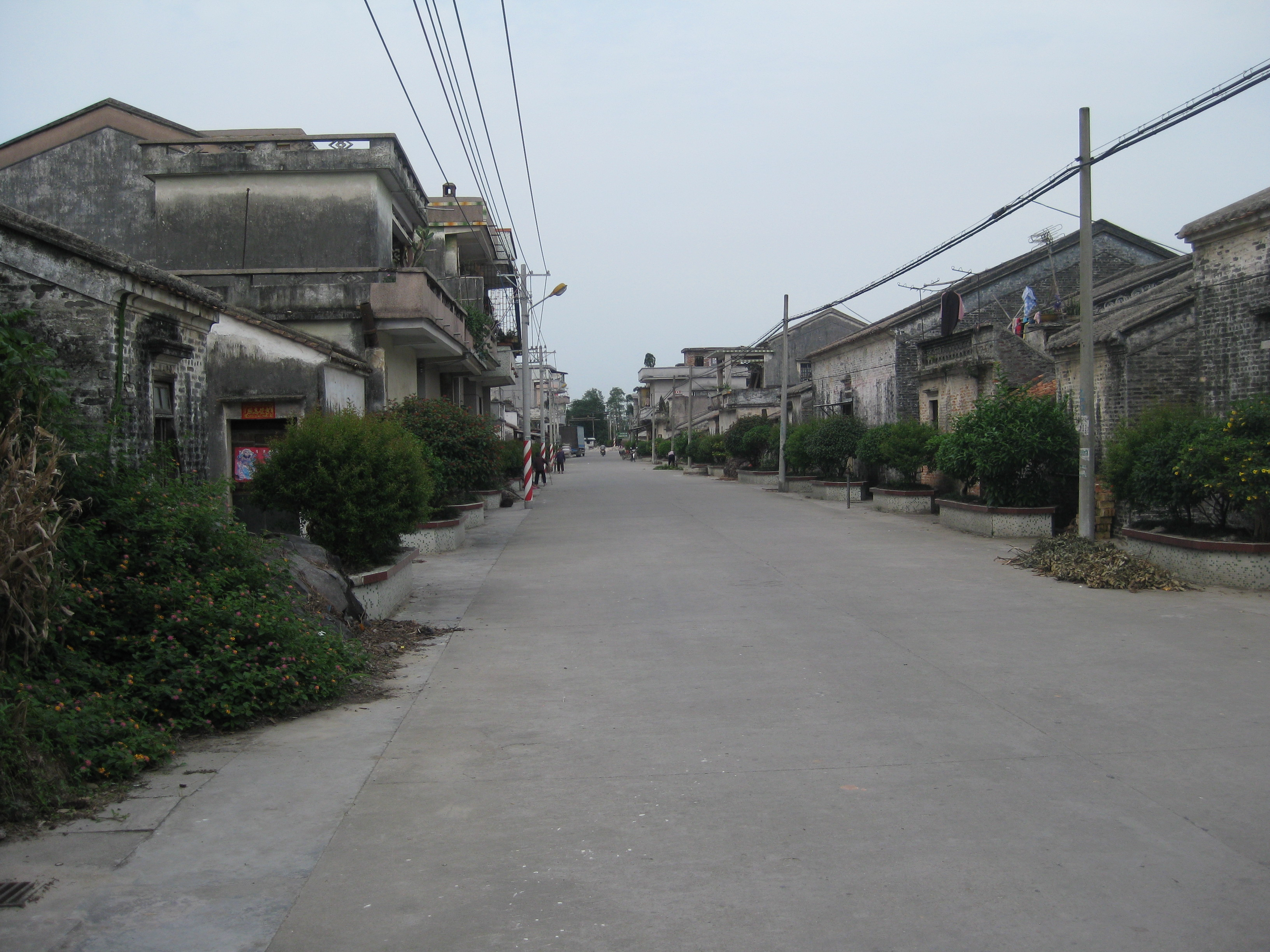
潭冈的大街

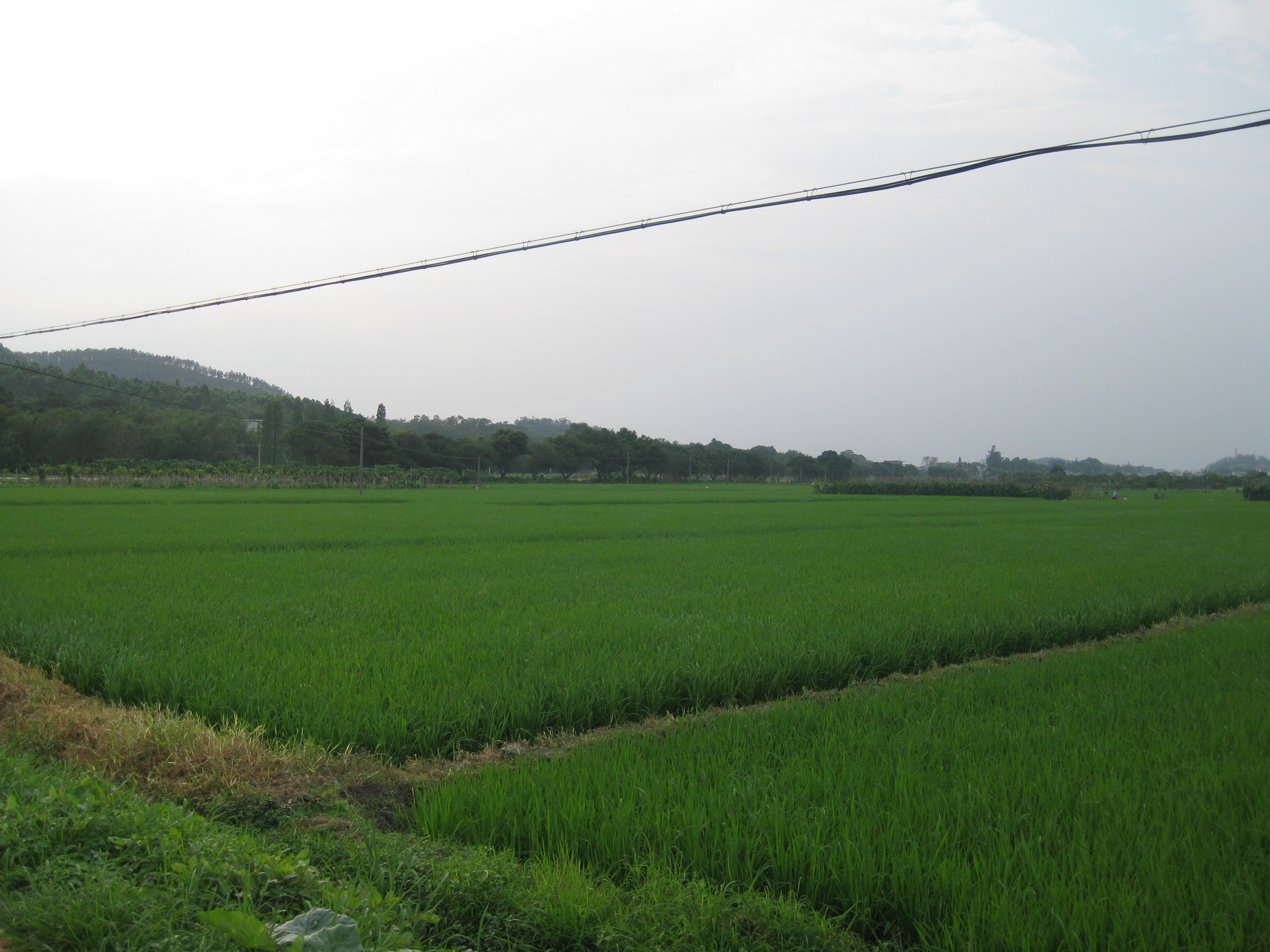
潭冈的稻田

潭冈的自然村包括：

| - 上怀 - 懷來 - 成梓 - 新建 - 南薰 - 高第 - 龙田 - 大津 - 笼坑 - 麻步 - 龙湾 - 曾坑 |

## 宗族
南宋咸淳十年，無錫知縣阮應得孫兒、银青光禄大夫阮石麟因胡妃之变跟随罗贵由南雄珠玑巷迁此，之后阮姓在此开枝散叶，不少族人又从潭冈迁往外地，分支云南马龙、越南、浙江诸暨、肇庆、阳江、阳春、恩平、茂名、信宜、电白、吴川、雷州、海口、遂溪、东莞、从化、增城、宝安、河源、揭阳、南海等地，其中由潭冈迁往越南的后人家世最为显赫，建立广南国和阮朝，统治越南近四百年。

## 著名景点

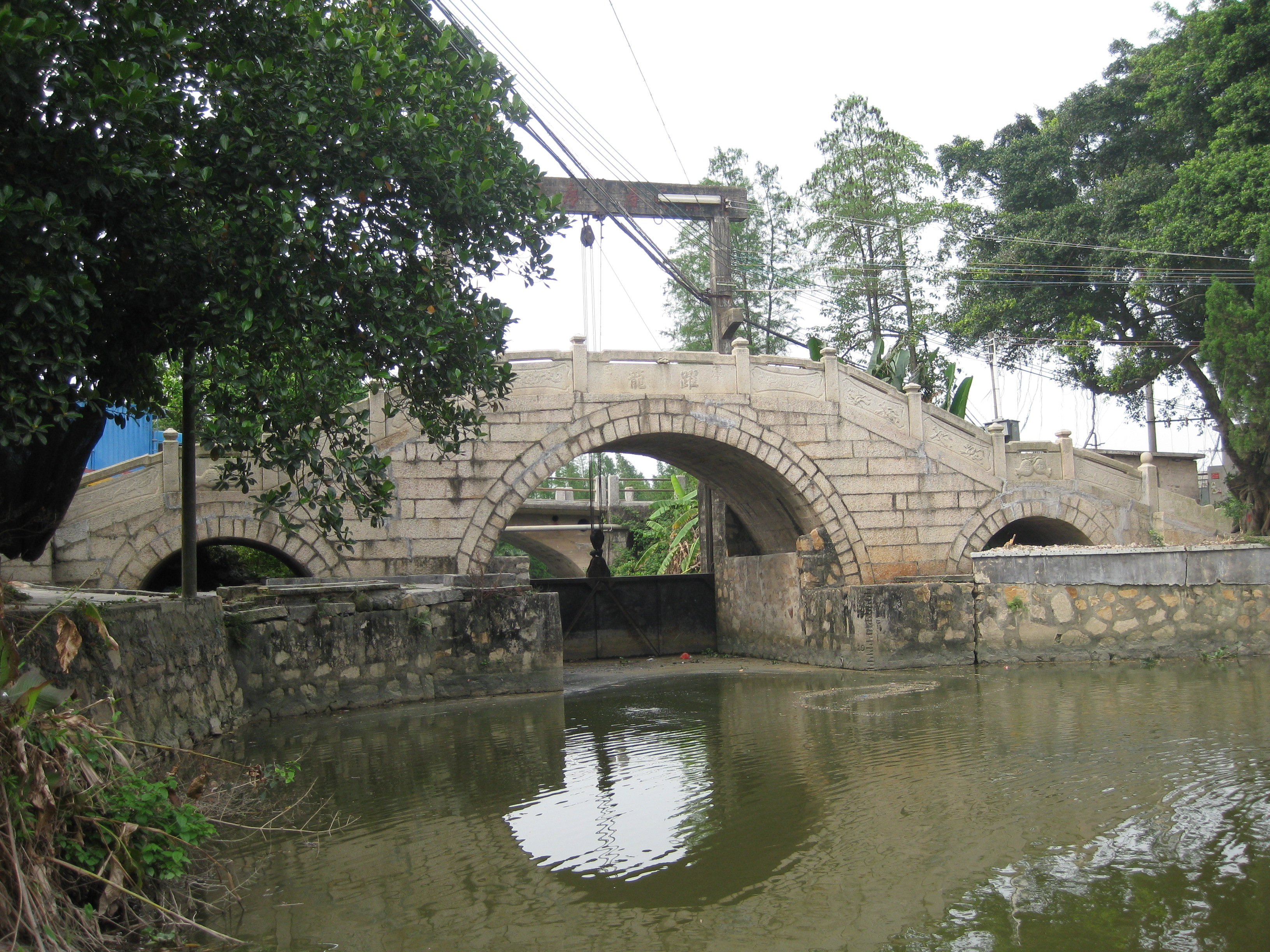
建于乾隆三十三年的跃龙桥是新会造型最精美的古石桥

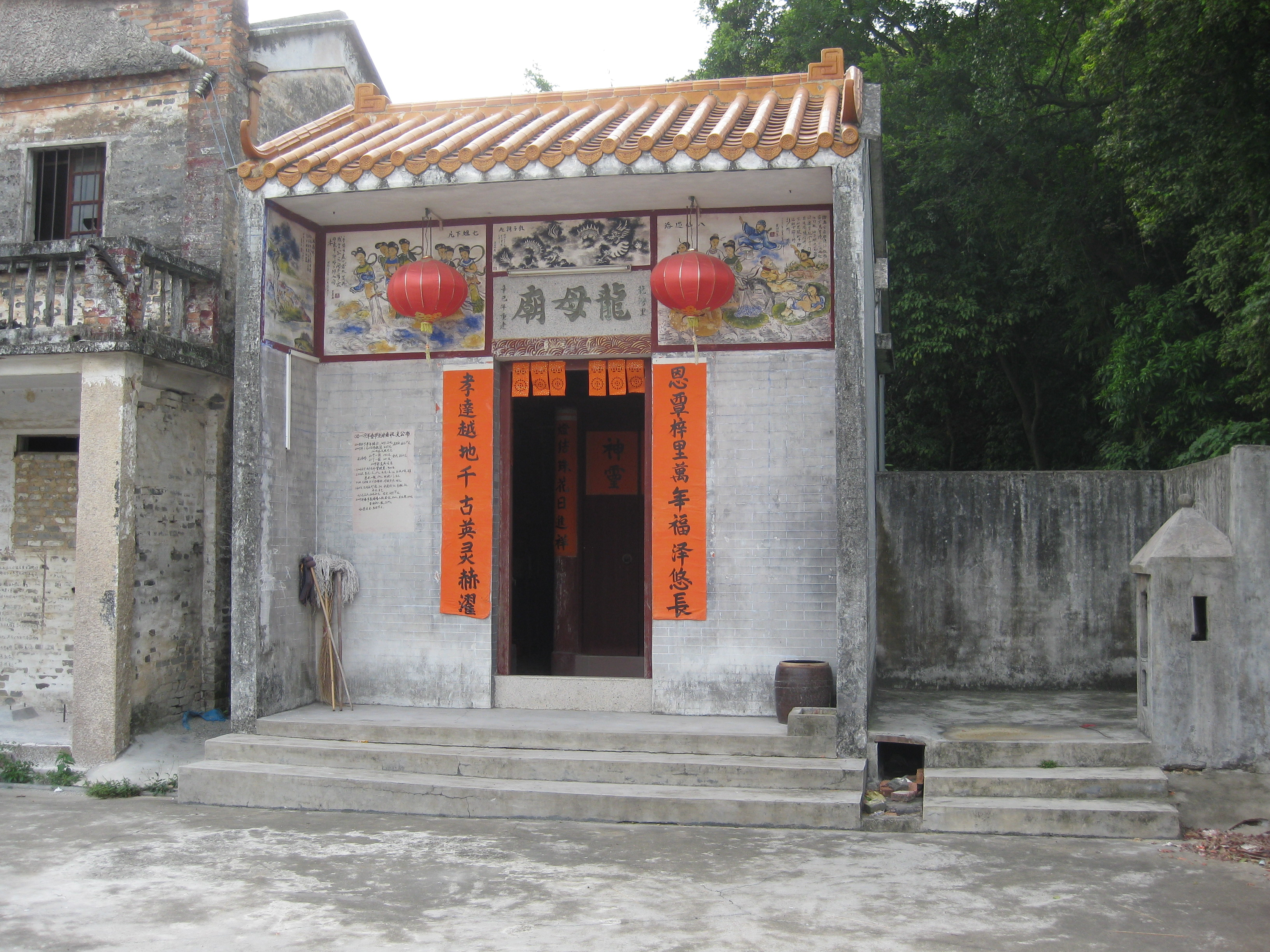
龍灣里龍母廟

| - 潭冈跃龙桥 - 大津里龙母庙 - 龙湾里龙母庙 - 笋山廖屋塍广东廖姓开族祖坟 |

## 交通
- 201（会城—罗坑）
- 202（会城—六堡）